# Hookeriopsis standleyi
Hookeriopsis standleyi är en bladmossart som beskrevs av Edwin Bunting Bartram 1928. Hookeriopsis standleyi ingår i släktet Hookeriopsis och familjen Hookeriaceae. Inga underarter finns listade i Catalogue of Life.